# Quảng trường Kollár
Quảng trường Kollár (tiếng Slovakia: Kollárovo námestie (Bratislava)) là một trong những quảng trường lịch sử ở Bratislava, thủ đô của Slovakia. Quảng trường tọa lạc ở khu Phố cổ Bratislava, và được đặt theo tên của Ján Kollár (1793 - 1852, chính trị gia, nhà tư tưởng kiêm nhà văn người Slovakia).

## Vị trí
Quảng trường Kollár có chiều dài khoảng 200 mét và chiều rộng khoảng 70 đến 80 mét, tiếp giáp với Quảng trường 1 tháng 5 (Námestie 1. mája) và các con phố: Živnostenská, Obchodná, Mariánska, Mickiewiczova và Radlinského.

## Lịch sử
Quảng trường được hình thành ở khu vực bên ngoài các công sự của thành phố. Vào thế kỷ 17, trên quảng trường chỉ có một số tòa nhà. Vào thế kỷ 19, quảng trường phát triển mạnh mẽ và có thêm nhiều tòa nhà mới dành cho: quầy rượu, cửa hàng bột mì, nhà trọ. Lúc bấy giờ, các phiên chợ hàng tuần  thường diễn ra tại quảng trường để bán ngũ cốc và nông sản.
Trong thế kỷ 20, quảng trường Kollár được lắp đặt thêm hệ thống điện từ năm 1930. Lúc bấy giờ, quảng trường Kollár đã có đầy đủ các cơ sở tiện ích cho một khu dân cư như: ngân hàng, hiệu thuốc, quán cà phê, hay rạp chiếu phim. Tuy nhiên, quảng trường đã thay đổi diện mạo trong thời kỳ xã hội chủ nghĩa. Cụ thể là vào khoảng năm 1970 - 1980, toàn bộ các tòa nhà lịch sử ở phía Đông-Bắc quảng trường (có từ thế kỷ 18 và thế kỷ 19) đã bị dỡ bỏ, để có một quảng trường rộng rãi như hiện nay.